# Yoshihiro Kitazawa
Yoshihiro Kitazawa (n. 4 august 1962, Kushiro, Japonia) este un patinator de viteză ce a reprezentat Japonia, medaliat olimpic. A participat la o ediție a Jocurilor Olimpice (1984) în care a câștigat o medalie de aur.

## Participări
Lista de mai jos prezintă principalele competiții la care a participat Yoshihiro Kitazawa de-a lungul carierei.
- speed skating at the 1984 Winter Olympics – men's 500 metres[*]